# Rose Laurens
Rose Laurens, egentligen Rose Podwojny, född 4 mars 1951 i Paris, Frankrike, död 29 april 2018 i Paris var en fransk sångare. Hon är mest känd för låten "Africa" från 1982.
Rose Laurens, som då fortfarande använde sitt riktiga namn Rose Podwojny, inledde sin karriär som sångare i det progressiva rockbandet Sandrose. Denna musikgrupp utgav ett enda musikalbum, Sandrose, uppkallat efter gruppen. Gruppen upplöstes dock redan i slutet av samma år. Senare deltog hon i musikalen Les Misérables.